# Manuel Cardoso (compositor)
Manuel Cardoso  (Fronteira, 11 de dezembro de 1566 — Lisboa, 24 de novembro de 1650) foi um frade carmelita, organista e compositor português do Renascimento.

## Biografia
Manuel Cardoso nasceu em Fronteira do Alentejo, perto de Portalegre, provavelmente em 1566. Participou no Colégio dos Moços do Coro, associado à Sé Catedral de Évora, estudando com Manuel Mendes e Cosme Delgado. Em 1588 ingressou na Ordem carmelita, e fez os seus votos em 1589, no Convento do Carmo, em Lisboa. No início dos anos 1620, residiu no Paço Ducal de Vila Viçosa, onde se tornou amigo do Duque de Barcelos (mais tarde rei D. João IV de Portugal). Terminou a sua carreira como organista e compositor residente no Convento do Carmo em Lisboa.
Muitas das suas obras, provavelmente as mais progressistas, foram destruídas no Terramoto de 1755.
Foi, juntamente com Duarte Lobo, Filipe de Magalhães, e João IV de Portugal, um dos maiores representantes da "era dourada" do Polifonia portuguesa.

## Gravações
- Frei Manuel Cardoso, Requiem, The Tallis Scholars, Peter Phillips, Gimell CDGIM 021
- Manuel Cardoso, Missa pro defunctis, Schola Cantorum Oxford, Jeremy Summerly, Naxus CD 8.550682, 1992.
- Manuel Cardoso, Lamentatio; Magnificat secundi toni, Ars Nova, Bo Holten, Naxus CD 8.553310, 1992.
- Manuel Cardoso, Missa Miserere mihi Domine; Magnificat secundi toni, Ensemble Vocal Européen, Philippe Herreweghe, Harmonia Mundi, 1997 [reed. 2008].

## Edições Musicais (Partituras)
- Alegria, José Augusto (ed.), (1962), Liber Primus Missarum, [volume I], Portugaliae Musica, vol. V, Lisboa, Fundação Calouste Gulbenkian.
- Alegria, José Augusto (ed.), (1962), Liber Primus Missarum, [volume II], Portugaliae Musica, vol. VI, Lisboa, Fundação Calouste Gulbenkian.
- Alegria, José Augusto (ed.), (1968), Livros de Vários Motetes, Portugaliae Musica, vol. XIII, Lisboa, Fundação Calouste Gulbenkian.
- Alegria, José Augusto (ed.), (1970), Liber Secundus Missarum, Portugaliae Musica, vol. XX, Lisboa, Fundação Calouste Gulbenkian.
- Alegria, José Augusto (ed.), (1973), Liber Tercius Missarum, Portugaliae Musica, vol. XXII, Lisboa, Fundação Calouste Gulbenkian.
- Alegria, José Augusto (ed.), (1974), Cantica Beatae Mariae Virginis: Magnificat, Portugaliae Musica, vol. XXVI, Lisboa, Fundação Calouste Gulbenkian.
- Alegria, José Augusto (ed.), (1976), Obras Várias II, Portugaliae Musica, separata dos vols. XX e XXVI, Lisboa, Fundação Calouste Gulbenkian.
- Negreiros, Vasco (ed.), (2008), Livro de varios Motetes, Officio da semana Santa e ovtras covsas, Imprensa Nacional-Casa da Moeda.
- Ribeiro, Mário de Sampaio (1955), 12 Trechos Selectos, Lisboa, Sassetti.
- Rubio, Samuel (1954), Antologia Polifónica Sacra, Tomo I, Editorial Coculsa, Madrid, p. 154 e ss.